# ثيودور ليندنر
ثيودور ليندنر (بالألمانية: Theodor Lindner)‏ هو مدرس ثانوي ألماني، ولد في 29 مايو 1843 في فروتسواف في بولندا، وتوفي في 24 نوفمبر 1919 في هاله في ألمانيا بسبب ذات الرئة.